# Asilus fasciculatus
Asilus fasciculatus är en tvåvingeart som beskrevs av Charles Joseph de Villers 1789. Asilus fasciculatus ingår i släktet Asilus och familjen rovflugor.
Artens utbredningsområde är Frankrike. Inga underarter finns listade i Catalogue of Life.